# Dellen
Dellen (en luxemburguès: Dellen; en alemany: Dellen) és una vila de la comuna de Grosbous, situada al districte de Diekirch del cantó de Redange. Està a uns 30 km de distància de la ciutat de Luxemburg.